# Przemysław Dębiak
Przemysław Dębiak (ur. 28 lipca 1983 w Gdyni) – polski informatyk, wielokrotny zwycięzca międzynarodowych konkursów programistycznych, ekspert w dziedzinie algorytmiki, sztucznej inteligencji i eksploracji danych, członek Mensy.
Jest również wielokrotnym mistrzem Polski w rozwiązywaniu łamigłówek i reprezentantem Polski na World Puzzle Championship i World Sudoku Championship.

## Sukcesy w konkursach algorytmicznych
- 2006 – Imagine Cup 2006, 2. miejsce w kategorii Algorithm[1]
- 2007 – Imagine Cup 2007, 1. miejsce w kategorii Algorithm[2]
- 2008 – TopCoder Open 2008, 1. miejsce w kategorii Marathon Match[3]
- 2009 – TopCoder Open 2009, 2. miejsce w kategorii Marathon Match
- 2011 – TopCoder Open 2011, 1. miejsce w kategorii Marathon Match[4]
- 2012 – Criteo Code of Duty 2, 1. miejsce[5]
- 2012 – TopCoder Open 2012, 2. miejsce w kategorii Marathon Match
- 2013 – NASA Tournament Lab Collective Minds & Machines Exploration Challenge, 1 miejsce[6]
- 2013 – TopCoder Open 2013, 1. miejsce w kategorii Marathon Match[7]
- 2013 – Marathon24, zespołowo jako SajchoPaczoSajgon, 2. miejsce[8]
- 2014 – Deadline24, zespołowo jako SajchoPaczoSajgon, 1. miejsce[9]
- 2014 – Topcoder Open 2014, 1. miejsce w kategorii Marathon Match[10]
- 2014 – Marathon24, zespołowo jako SajchoModzajtoSajgon, 1. miejsce[11]
- 2015 – Deadline24, zespołowo jako SajchoModzajtoSajgon, 1.miejsce[12]
- 2015 – Challenge24, zespołowo jako HoChockiGon, 1. miejsce[13]
- 2016 – Deadline24, zespołowo jako HoRyxoGon, 1. miejsce[14]

## Sukcesy w konkursach łamigłówkowych
- 2010 – XIV Mistrzostwa Polski w Łamaniu Głowy, 1. miejsce[15]
- 2011 – VI Mistrzostwa Polski w Sudoku, 2. miejsce[16]
- 2011 – XV Mistrzostwa Polski w Łamigłówkach, 2. miejsce[16]
- 2012 – VII Mistrzostwa Polski w Sudoku, 2. miejsce[17]
- 2012 – XVI Mistrzostwa Polski w Łamigłówkach, 1. miejsce[17]
- 2013 – XVII Mistrzostwa Polski w Łamigłówkach, 1. miejsce[18]
- 2014 – XVIII Mistrzostwa Polski w Łamigłówkach, 1. miejsce[19]
- 2015 – XIX Mistrzostwa Polski w Łamigłówkach, 2. miejsce[20]

## Sukcesy w konkursach programistycznych
- 2025 - AtCoder[21] World Tour Finals, pokonał AI, 1. miejsce[22]